# 宝应站
宝应站位于中华人民共和国江苏省扬州市宝应县城南新区，于2020年12月11日开通运行，有连镇客运专线经过本站。

## 历史
2018年10月17日：连镇铁路包括宝应站在内的9座车站开展施工招投标，主要内容包括站房、雨棚、天桥等工程。
2019年2月12日：宝应站高铁站房正式动工。
2020年12月11日：开通运营。
2021年8月8日，因应2019冠状病毒病在扬州当地的本土传播，为防止疫情扩散，本站客运业务临时停办，直至9月16日恢复。

## 车站结构

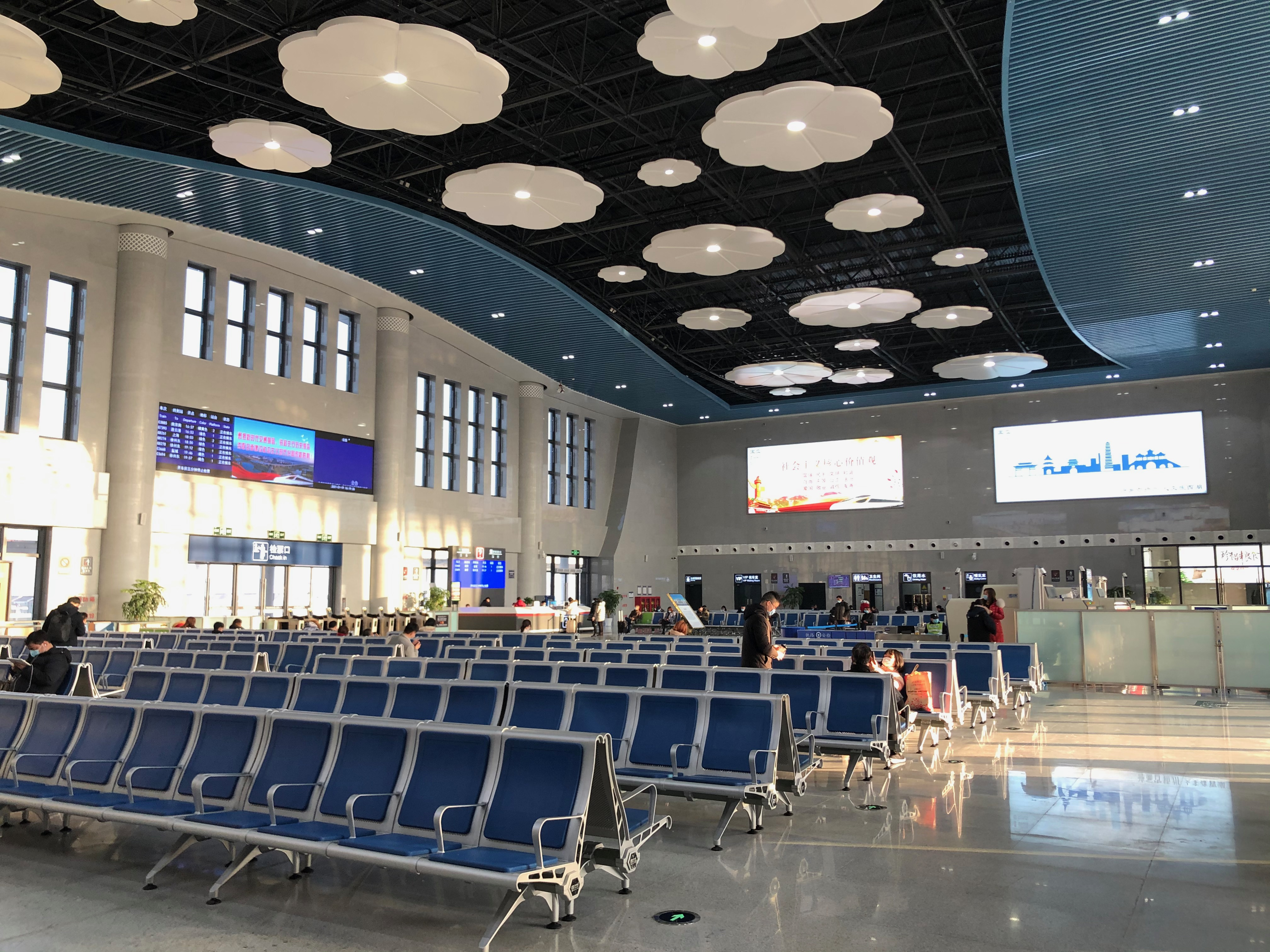
宝应站候车大厅

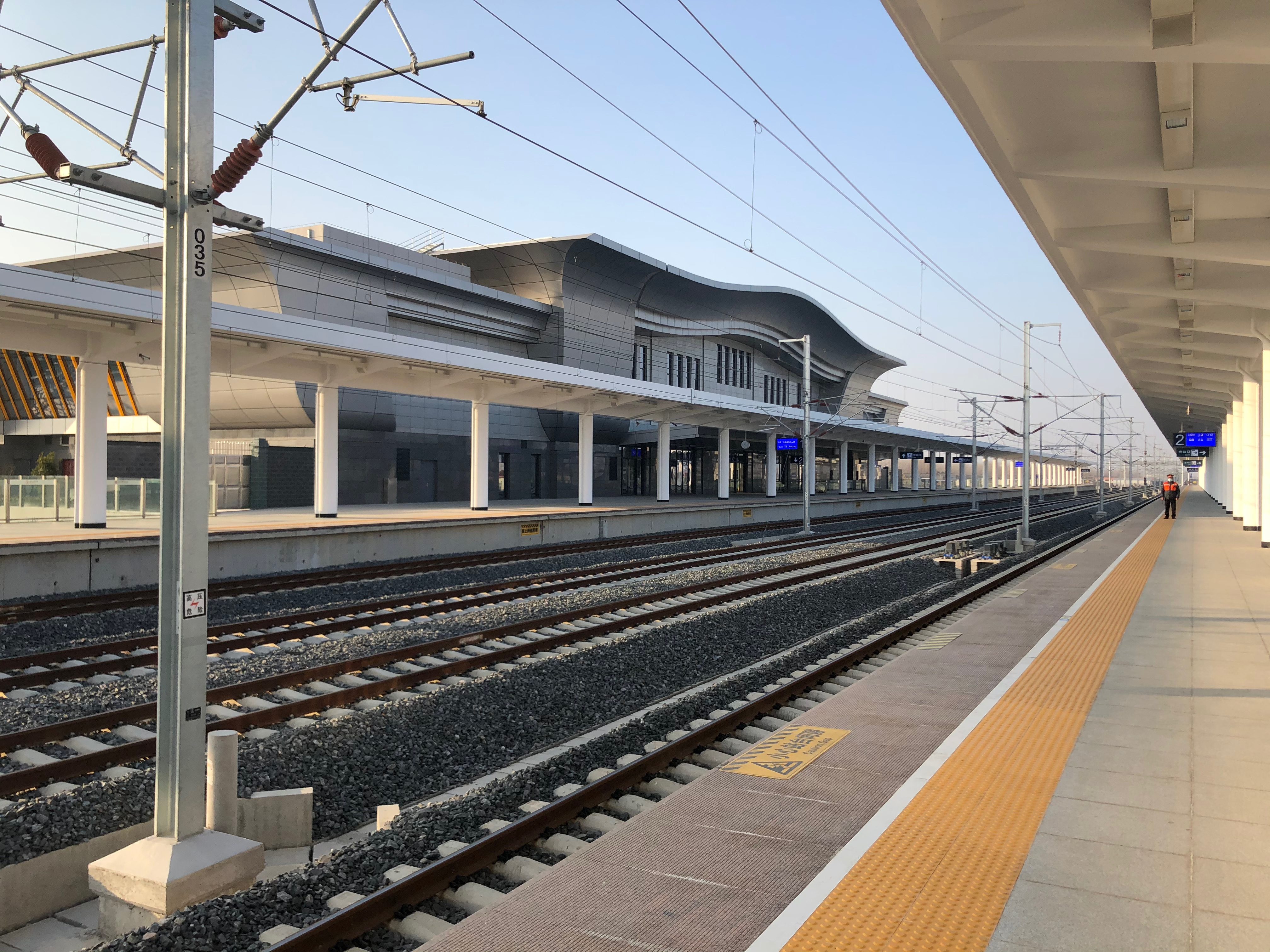
宝应站站台

宝应站车站规模2台4线，站台长450米，站房总面积9000平方米，为线侧式站房，设计年旅客发送量150万人次。
| 2F | 侧式站台（东） | 侧式站台（东）                      |
| 2F | 1站台          | 连镇客运专线 往丹徒方向（高邮北站） |
| 2F | 正线           | 连镇客运专线下行列车通过线          |
| 2F | 正线           | 连镇客运专线上行列车通过线          |
| 2F | 2站台          | 连镇客运专线 往董集方向（淮安东站） |
| 2F | 侧式站台（西） |                                     |
| 2F | 候车室         | 候车厅、检票口                      |